# Клуб Григорий Федотов
Клуб Григорий Федотов е клуб, в който членуват всички футболисти, отбелязали над 100 гола във всички турнири за руски отбор. Кръстен е в чест на Григорий Федотов-първият футболист с над 100 гола в шампионата на СССР.На 26 септември 2010 в клубът е прият първият чуждестванен футболист. Това е Вагнер Лав. На тази дата той вкарва своят гол номер 100 с екипа на ЦСКА Москва.